# Solanum aculeastrum
Solanum aculeastrum är en potatisväxtart som beskrevs av Michel Félix Dunal. Solanum aculeastrum ingår i släktet skattor som ingår i familjen potatisväxter. Inga underarter finns listade i Catalogue of Life.